# Педерпес
Педерпес (Pederpes finneyae, Pederpes finneyi) — примітивне чотириноге («земноводне») початку ранньокам'яновугільної епохи. Єдине чотириноге цієї епохи, відоме за досить повним скелетом.
Педерпес заповнює так званий «провал Ромера» — проміжок приблизно у 20 мільйонів років між пізнім девоном (часом існування примітивних водних тетраподів подібних до іхтіостеги та акантостегі) і появою справжніх чотириногих в ранньому карбоні. Скелет педерпеса виявлений у відкладах турнейського часу (близько 354—344 млн років тому) в Шотландії. Виявлений в 1971 році, скелет довгий час зберігався в запасниках музею в Глазго як рештки рипідістіі-різодонта. Доктор Дженніфер Клак і її співробітники з Кембриджа виявили, що рештки належать чотириногому. Опис, що належить перу Д. Клак, було опубліковано в 2002 році[джерело?].

## Опис

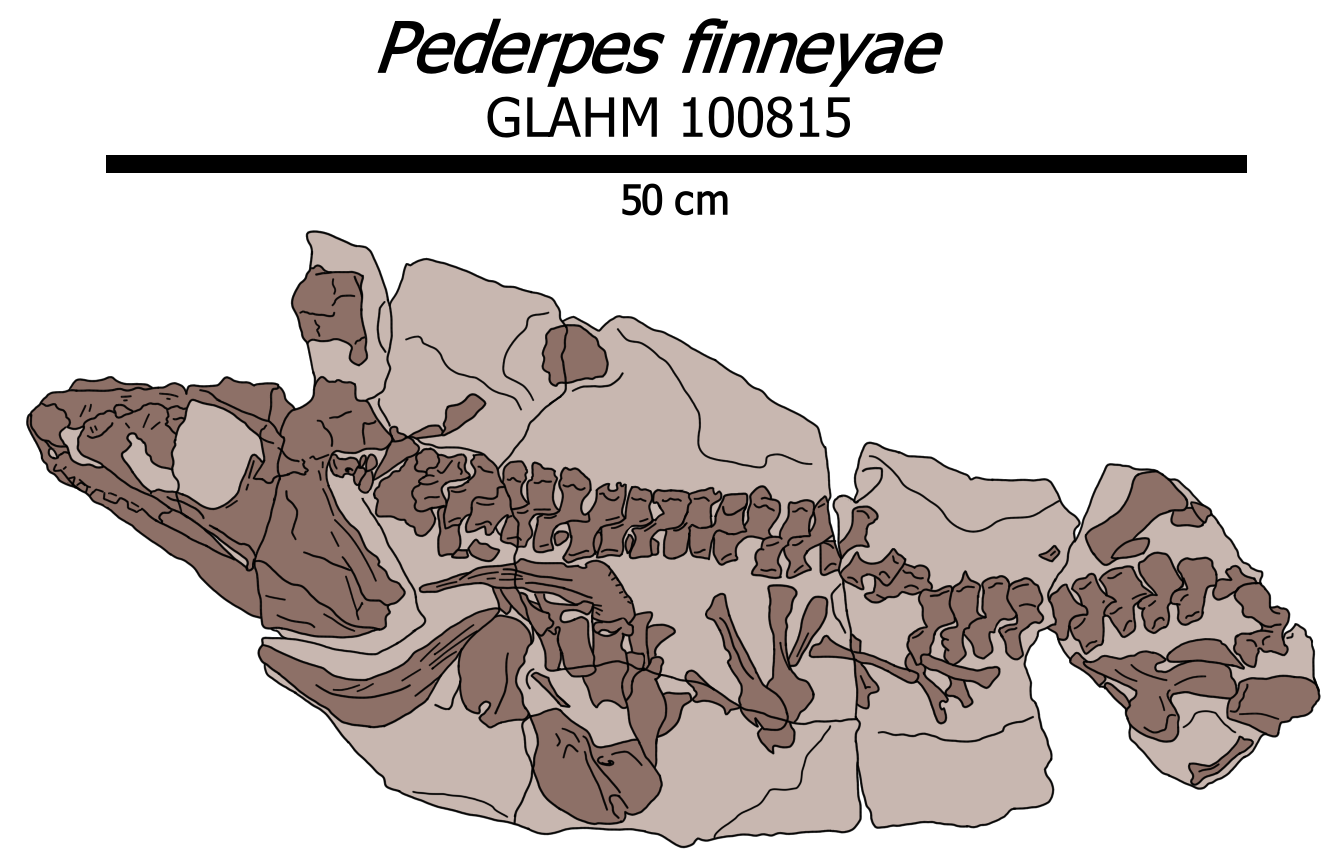
Ілюстрація голотипної плити (GLAHM 100815)

Педерпес досягав у довжину близько 1 метра (довжина збереженого скелета — 65 см, хвіст втрачено). Він мав масивний високий і вузьким череп з потужними зубами. Борозни бічної лінії занурені в кістку у вигляді каналів (як у кистеперих), стремено подібне зі стременом акантостеги. «Вушна вирізка» (насправді, ймовірно, вміщала бризкальце) неглибока. Присутні «ікла» на лемішах, піднебіння, вкрите дрібними зубчиками, закрите. Хребці рахітомні. Ребра розширені, нагадують ребра іхтіостеги. Кінцівки дуже масивні, відносно короткі. Не виключається наявність додаткових пальців на кисті, стопа п'ятипала. Будова кінцівок в цілому нагадує їх будову у пізніших тетраподів — тобто, педерпес міг пересуватися по суші. Педерпес — хороший приклад того, як могли виглядати предки наземних тетраподів. На відміну від девонських тетраподів ця тварина мала справжні ноги. По суті, це перша з відомих нам тварин зі справжніми ногами. Його не можна віднести ні до однієї з груп «земноводних», він знаходиться десь в основі стовбура справжніх тетраподів[джерело?].
Родичем педерпеса може бути рід Whatcheeria, описаний у 1995 році з трохи пізніших відкладень раннього карбону Айови (США). Разом їх об'єднують у родину Whatcheeriidae. Це найпримітивніші з післядевонських тетраподів. За способом життя, ймовірно, педерпеси та ватчірії були напівназемними хижаками. Вони могли полювати на рибу і великих безхребетних[джерело?].